# Greatest Hits Vol. 4 (album)
Greatest Hits Vol. 4 – album kompilacyjny zespołu The Cockney Rejects zawierający nowe wersje starych utworów. Materiał nagrano we wrześniu 1999 w studiu Trinity Heights. Album ukazał się również pod alternatywnym tytułem Back on the Street ze zmienioną okładką.

## Utwory
1. "Fighting in the Street – 2:19
2. "Bad Man – 2:30
3. "On the Run – 2:59
4. "Hate of the City – 3:44
5. "Some Play Dirty – 3:04
6. "Here They Come Again – 2:21
7. "Someone Like You – 2:35
8. "The Rocker – 1:56
9. "On the Streets Again – 2:51
10. "Where the Hell Is Babylon – 1:47
11. "Headbanger – 1:34
12. "Sitting in a Cell – 2:31
13. "Till the End of the Day – 2:07
14. "Join the Rejects – 3:04
15. "I'm Not a Fool – 3:24
16. "On the Waterfront – 2:43

## Skład
- Jeff Turner – wokal
- Tony Van Frater – gitara, gitara basowa, wokal
- Andrew Laing – perkusja, wokal
- Clive Jackson – harmonijka ustna
- Stuart Black – dalszy wokal